# Port Ginesta
Port Ginesta es un puerto deportivo situado en la zona de Les Botigues de Sitges, en el municipio español de Sitges. Inaugurado en 1986, tiene una superficie de 30 hectáreas, repartidas entre mar y tierra.

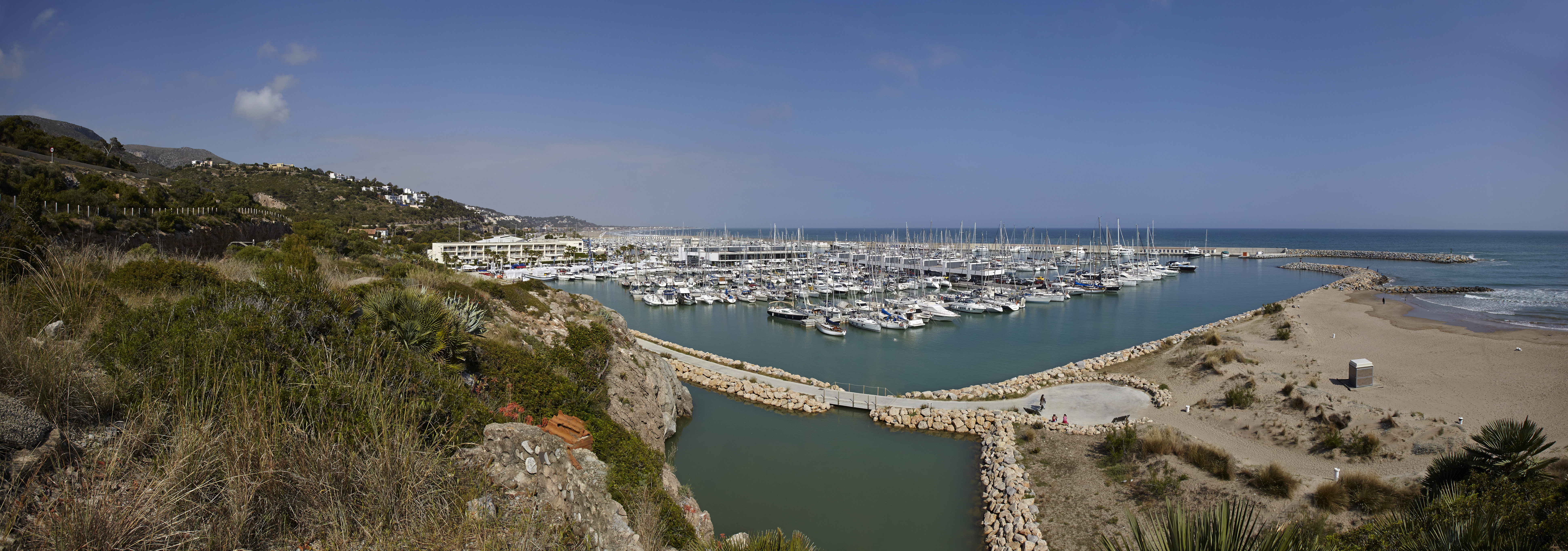
Vista general de Port Ginesta

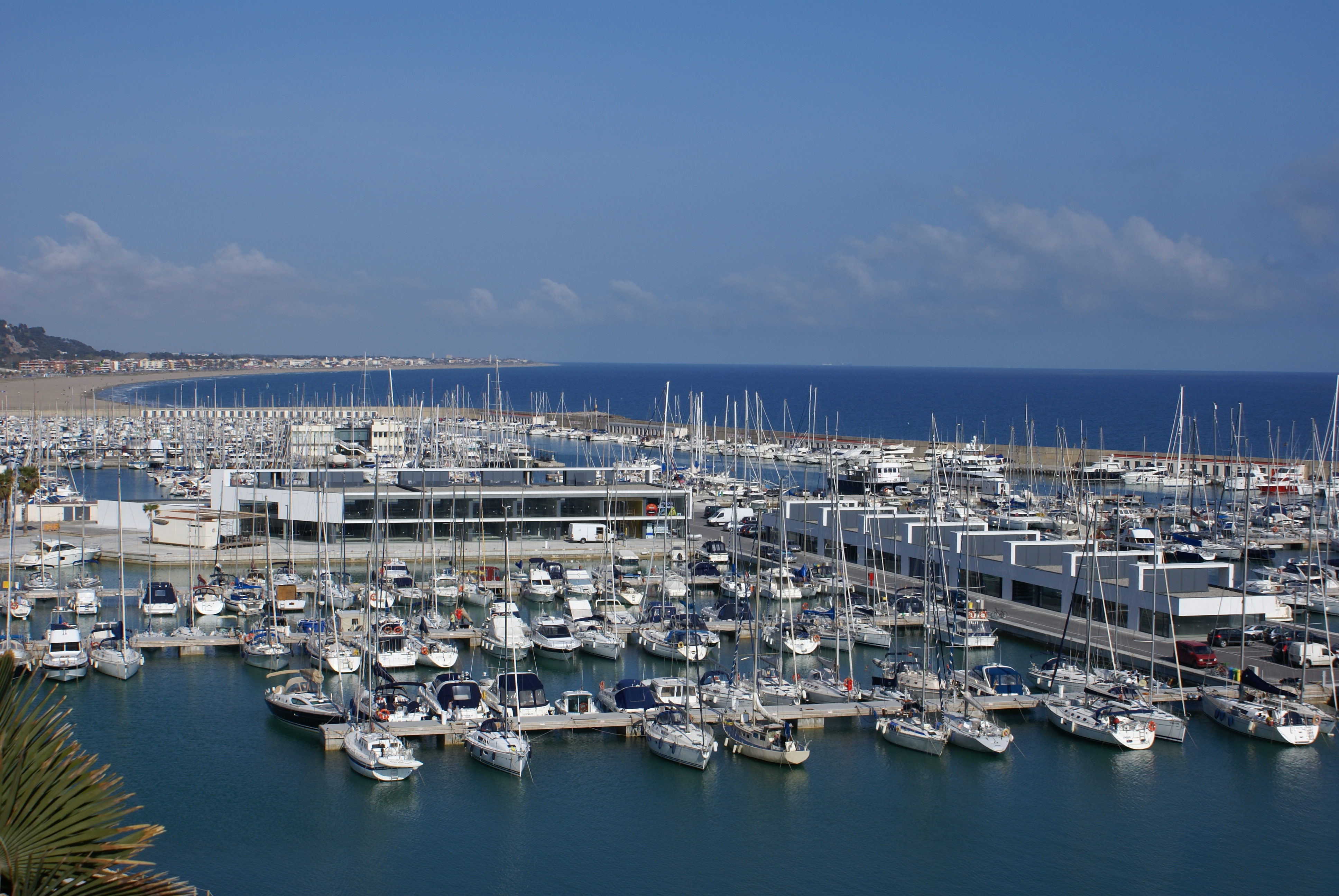
Vista aérea de Port Ginesta

## Localización
Port Ginesta está situado en la comarca del Garraf, entre el macizo del Garraf y el final de la playa de Castelldefels, de la costa mediterránea. El macizo del Garraf forma parte del parque natural del Garraf, zona natural protegida.
El puerto pertenece al municipio de Sitges, que se encuentra a 10 km, aunque el municipio más próximo es Castelldefels a 3 km.
Se encuentra a 10 km del Aeropuerto de Barcelona-El Prat y a 20 km del centro de la ciudad de Barcelona.
- Coordenadas geográficas: l41º 15’4N L001º 55’2 E
- Acceso por carretera: autopista C-32 Salida 42.
- Acceso por mar: destellos bocana - VERDE BOCANA: GpD (2)V 10s-L 0,5 oc 1,5 L 0,5 oc 7,5

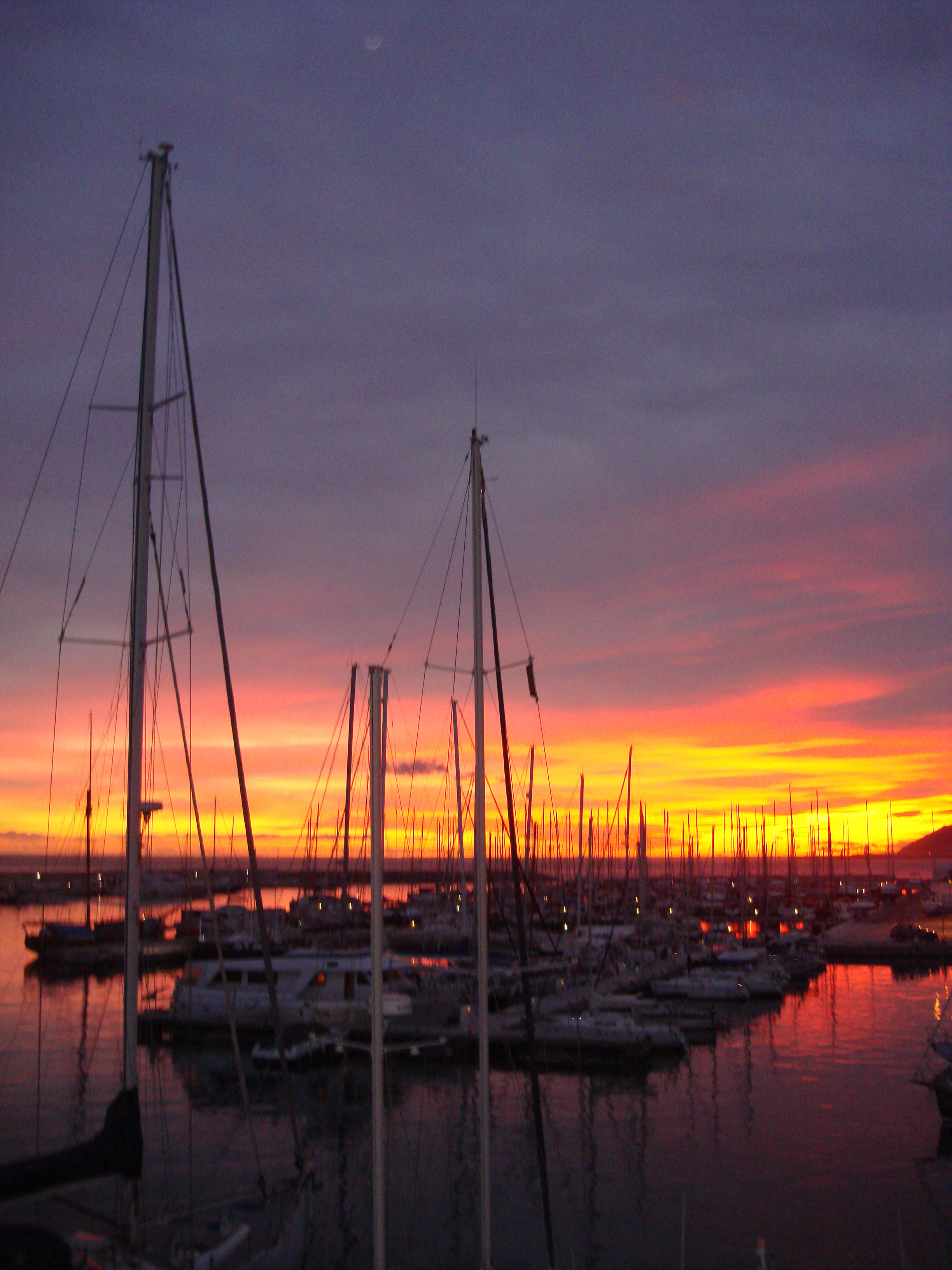
Atardecer en Port Ginesta

## Historia
La actividad económica tradicional de Sitges ha sido la agricultura (especialmente el conreo de la vid) la pesca y el comercio.
El nombre de Les Botigues de Sitges (nombre originario en catalán; en castellano Las tiendas de Sitges), zona donde queda enclavado el puerto deportivo de Port Ginesta, proviene de las casetas donde los antiguos pescadores guardaban los enseres de pesca.
En el siglo XVIII se concedió en Cataluña el permiso de libre comercio con América, lo que produjo el augmento y consolidación de la actividad marítima de la localidad. El comercio con las Colonias empezó en Sitges en el 1779 hasta principios del siglo XIX.
En 2006 se realizó la última ampliación del puerto.

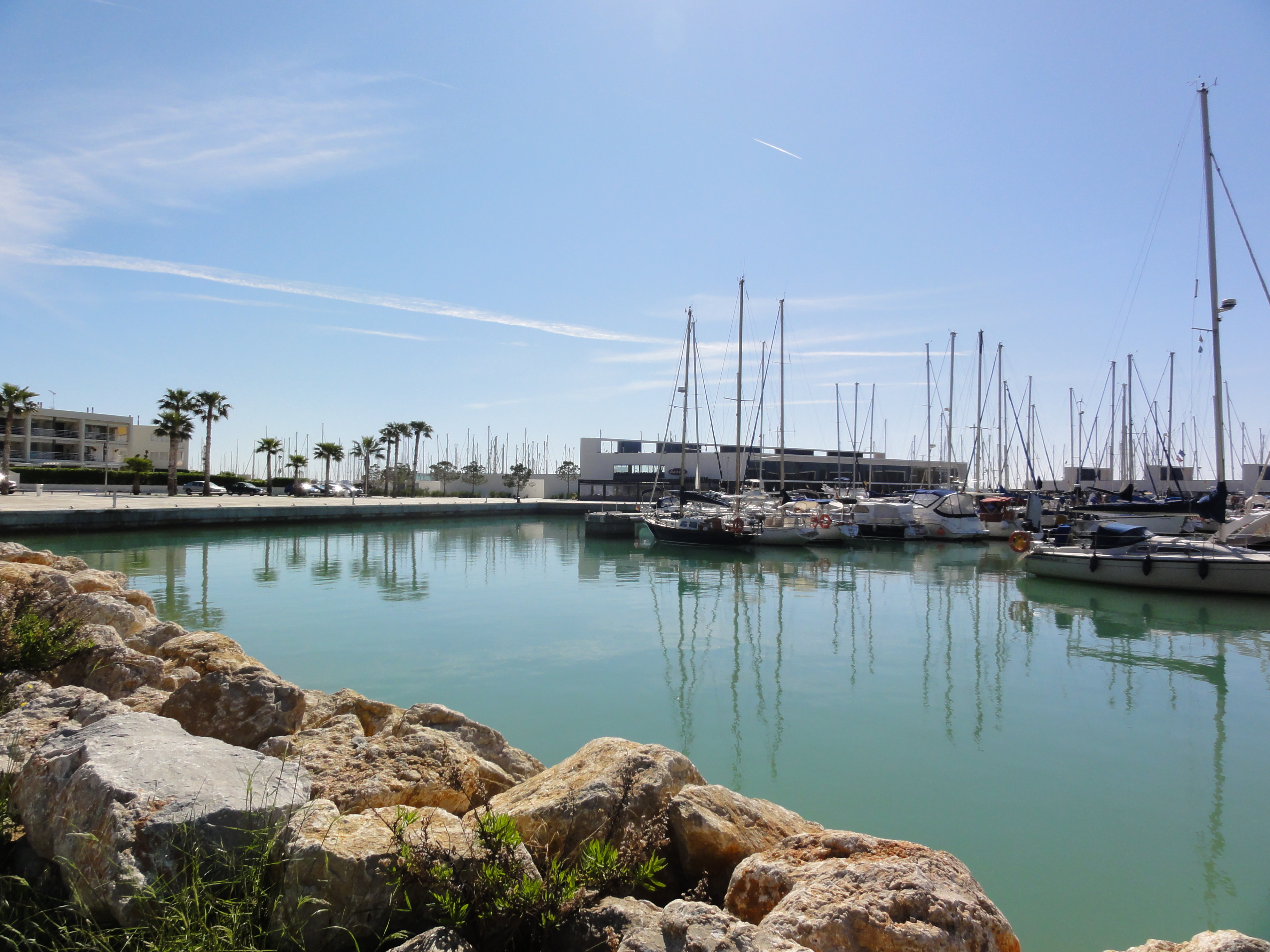
Ampliación de Port Ginesta

## Ambiente
El puerto de Port Ginesta cuenta con el distintivo Bandera Azul. La campaña bandera azul es un símbolo que exige el cumplimiento de niveles sanitario-ambientales y prohíbe el vertido de productos contaminantes como combustibles o aceites al mar. Los puertos que cuentan con este distintivo deben facilitar la recogida de residuos, mediante bombas de aspiración, y el reciclado de los mismos.
Así mismo cuenta con los Certificados de protección ambiental ISO 14001 (internacional),  EMAS III (europeo) e IQNET (internacional).

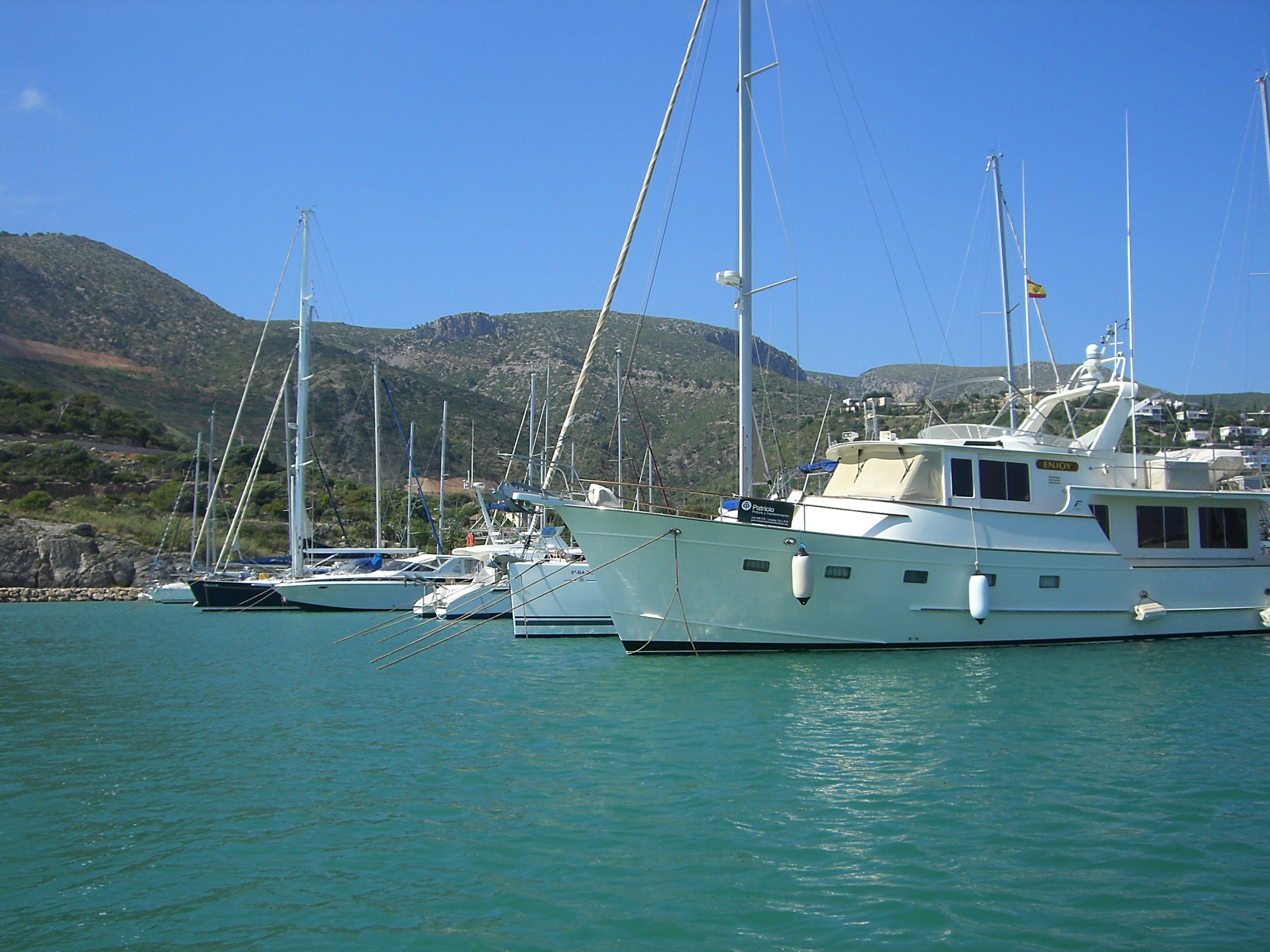
Amarres en Port Ginesta

## Servicios
Desde Port Ginesta se puede acceder a una playa pública, Cala Ginesta.
Dentro del puerto hay una zona de ocio, con restaurantes, bares y comercios. Algunos de los servicios para los usuarios son capitanía, lavandería, vestuarios o servicio de buceo.
| Servicio             | Información               |  |
| -------------------- | ------------------------- |  |
| Amarres              | 1442 unidades de 7 a 30 m |  |
| Pañoles              | 422 unidades              |  |
| Locales comerciales  | 90 unidades               |  |
| Locales industriales | 29 unidades               |  |
| Camarotes            | 80 unidades               |  |
| Varadero descubierto | 6500 m²                   |  |
| Varadero cubierto    | 1500 m²                   |  |
| Cabina de pintura    | 220 m²                    |  |

## Información técnica
Dique de Abrigo860 m lineales
- Amarres de 8 a 24 m lineales

Muelle de Levante240 m lineales
- Amarres de 7 m.

Muelle de ribera300 m lineales
- Adosados 7 pantalanes y muelle central: amarres de 7 a 15 m

Contradique 1
- Adosados 3 pantalanes y muelle de espera: amarres de 10 a 24 m

Muelle de poniente200 m lineales
- Adosados 8 pantalanes: amarres de 8 a 18 m

Contradique 2
- Cerramiento a poniente rematado con una playa adosada al acantilado del macizo del Garraf

Calado Bocana4 m
Calado interior de 2 a 4 m